# Edoardo Giuseppe Rosaz
Edoardo Giuseppe Rosaz (15. února 1830, Susa – 3. května 1903, tamtéž) byl italský římskokatolický duchovní, biskup diecéze Susa, a zakladatel kongregace Františkánských misijních sester ze Susy. Katolická církev jej uctívá jako blahoslaveného.

## Život
Narodil se dne 15. února 1830 v Suse jako páté ze sedmi dětí. Pokřtěn byl 16. února téhož roku v místní katedrále sv. Justa. Jeho rodiče byli uprchlíky kvůli velké francouzské revoluci. Jeho otec se v roce 1845 utopil v řece Pád a jeho bratr Carlo Vittorio zemřel krátce poté v psychiatrické léčebně. Jeho sestra Clotilde trpěla epileptickými záchvaty.
Do roku 1840 se vzdělával z domova a poté, v letech 1840–1845, navštěvoval školu Gianotti di Saluzzo v Turíně. V roce 1853 se stal členem III. řádu svatého Františka a roku 1847 zahájil svá církevní studia, která zakončil ve francouzské Nice, kde byl 10. června 1854 vysvěcen na kněze. Poté sloužil jako kaplan ve věznicích a v roce 1862 také otevřel rekolekci pro dívky. Později se spřátelil se sv. Janem Boscem. V letech 1874–1877 sloužil jako rektor seminaristů v Suse.
Dne 31. prosince 1877 jej papež bl. Pius IX. na Boscův návrh jmenoval biskupem v Suse. Turínský arcibiskup Lorenzo Gastaldi jej dne 24. února 1878 v katedrále sv. Justa v Suse vysvětil na biskupa. Dne 4. října 1882 založil ženskou řeholní kongregaci Františkánských misijních sester ze Susy. Ve své diecézi podporoval činnost také dalších řeholních řádů a kongregací. V roce 1897 zavedl diecézní noviny s názvem Il Rocciamelone.
Dne 13. března 1862 podnikl pouť do Novalesy a v roce 1872 cestoval do Savony, aby spolupracoval se sv. Marií Giuseppou Rossello při zakládání její nové kongregace. V lednu roku 1888 byl přítomen u Boscovy smrtelné postele v Turíně a zúčastnil se i jeho pohřbu. Roku 1894 se zúčastnil eucharistického kongresu v Turíně a v roce 1895 dalšího v Miláně. V roce 1898 vedl diecézní poutě do Říma a do Turína, kde je vystaveno Svaté plátno.
Zemřel dne 3. května 1903 v Suse poté, co byl od 12. ledna upoután na lůžko. Jeho ostatky jsou od 31. října 2022 uchovávány v boční kapli katedrály sv. Justa v Suse. Obřadu jejich přenesení předsedal arcibiskup ze Spoleto-Norcia Renato Boccardo.

## Úcta
Jeho beatifikační proces započal dne 26. července 1953, čímž obdržel titul služebník Boží. Dne 22. března 1986 jej papež sv. Jan Pavel II. podepsáním dekretu o jeho hrdinských ctnostech prohlásil za ctihodného. Dne 6. července 1991 byl uznán zázrak na jeho přímluvu, potřebný pro jeho blahořečení.
Blahořečen pak byl dne 14. července 1991 v Suse papežem sv. Janem Pavlem II.
Jeho památka je připomínána 3. května. Bývá zobrazován v biskupském oděvu. Je patronem jím založené kongregace.